# Parkgebühren (Loriot)
Parkgebühren (auch Parkuhr) ist ein Sketch des deutschen Humoristen Loriot. Darin versucht eine Politesse einem Falschparker einen Strafzettel zu geben, bezahlt dabei aber wegen eines Missverständnisses selbst die Parkgebühren. In der Folge scheitert sie mit ihrem Beamtendeutsch daran, anderen die Situation zu erklären.
Gezeigt wurde der Sketch zum ersten Mal im Juni 1978 in der fünften Folge der Sendereihe Loriot. Eine gedruckte Textfassung erschien 1981 und wurde seitdem in mehrere Sammelbände Loriots aufgenommen.

## Handlung

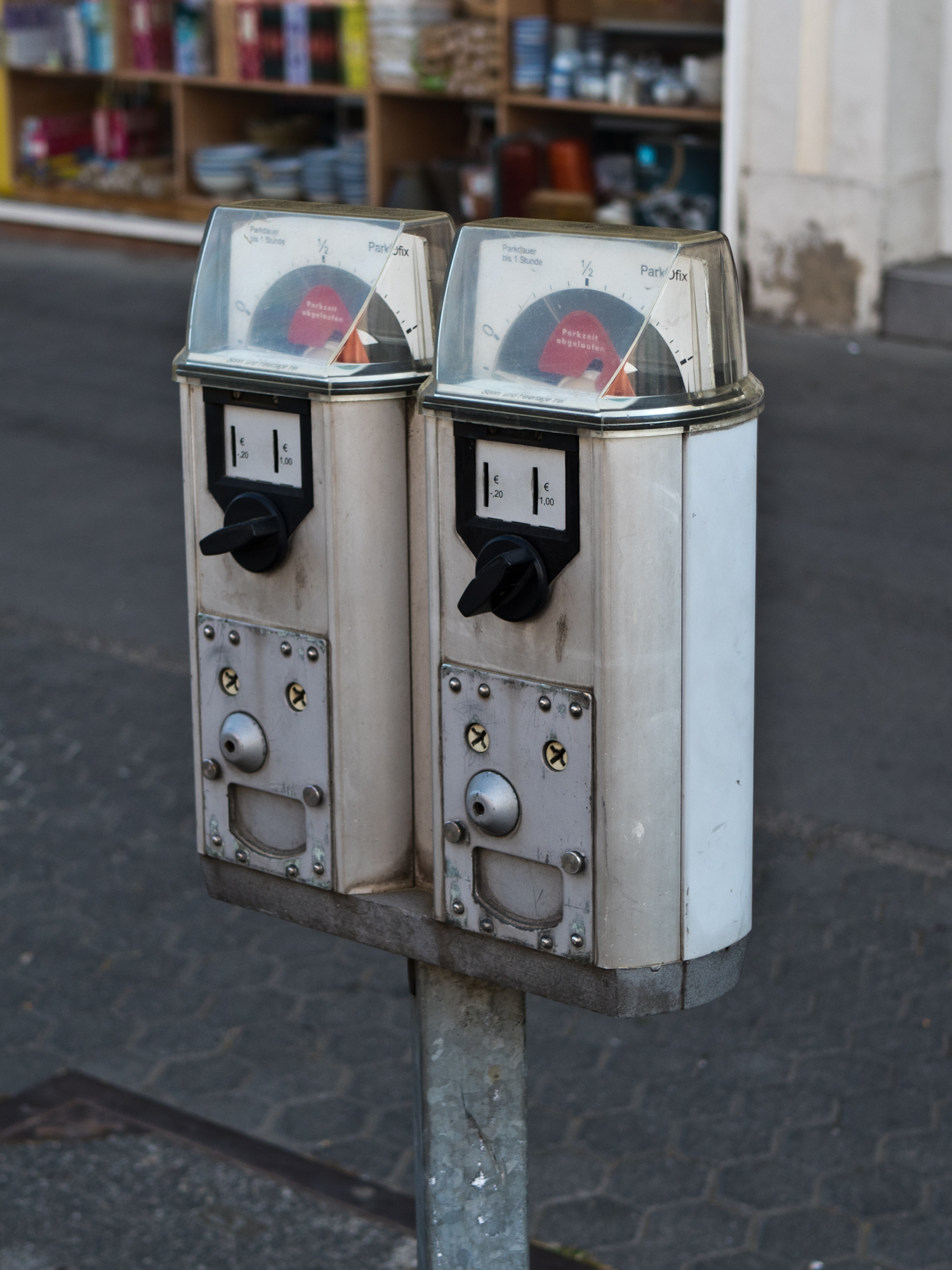
Parkuhren mit roten Kontrollscheiben in Trier

Während eine Politesse an einem vor einer abgelaufenen Parkuhr stehenden Auto einen Strafzettel ausstellt, wird sie von einem Mann darauf angesprochen. Sie weist ihn auf die abgelaufene Parkzeit hin, worauf der Mann einwendet, er sei nur ganz kurz in der Bank gewesen, die Parkuhr müsse kaputt sein. Um dies zu testen, wirft die Politesse eine Münze in die Parkuhr ein, worauf die Kontrollscheibe verschwindet, und stellt fest, dass die Parkuhr ordnungsgemäß funktioniert. Da erst bemerkt der Mann, dass es gar nicht sein Auto ist. Er steigt in das daneben geparkte baugleiche Modell und fährt davon.
Kurz darauf kommt ein Ehepaar zurück, dem der Wagen tatsächlich gehört, und erhebt ebenfalls Einspruch. Die Politesse weist sie auf die rote Kontrollscheibe der Parkuhr hin, die den Ablauf der Parkzeit anzeige, allerdings wird nun wegen des vorangegangenen Funktionstests noch Restparkzeit angezeigt. Das führt zu einem Disput, der zwei weitere Polizisten anzieht, denen die Politesse die unklare Situation wortreich zu vermitteln versucht, während sich eine Menschentraube bildet. Die Politesse, die sich seit dem Beginn des Sketches in überkorrektem Amtsdeutsch ausdrückt, verstrickt sich nun zunehmend in entsprechende umständliche Formulierungen, bis sie schließlich, hysterisch kichernd, von den zwei Polizisten abgeführt wird. Das Ehepaar steigt in seinen Wagen.

## Produktion und Veröffentlichung
Loriot schrieb den Sketch für die fünfte Folge der Sendereihe Loriot, die Radio Bremen produzierte. Die Idee beruht auf einem tatsächlichen Ereignis, von dem Heiner Schmidt, der zum Hauptensemble der Reihe gehörte, Loriot erzählt hatte. Ursprünglich hatte Loriot statt der Politesse einen Polizisten als Hauptrolle vorgesehen, den er selbst spielen sollte. Er konnte sich aber den komplizierten Text nicht merken. Deshalb boten er und sein Assistent Stefan Lukschy am Abend vor dem Dreh Evelyn Hamann die Rolle der Politesse an. Ihr gelang es, den Text über Nacht zu lernen. Neben Hamann traten Ingeborg Heydorn und Kurt Ackermann als Ehepaar auf, Rudolf Kowalski stellte den Mann vom Anfang dar und Heinz Meier spielte einen der Polizisten.
Die fünfte Folge von Loriot wurde am 15. Juni 1978 im Deutschen Fernsehen ausgestrahlt. Der Sketch wird von der auf dem grünen Sofa sitzenden Evelyn Hamann angesagt, die betont, dass die Frau inzwischen wie ihr männlicher Kollege nicht mehr von der Straße wegzudenken sei. 1997 ordnete Loriot sein Fernsehwerk neu und machte aus den ursprünglich sechs 45-minütigen Loriot-Folgen, ergänzt um weiteres Material, vierzehn 25-minütige Folgen. Der Sketch Parkgebühren ist Teil der elften Folge Von Autos, Pferden, Polizei und Feuerspritzen, die am 1. Juli 1997 erstmals im Ersten gezeigt wurde. Daneben war der Sketch 1993 in der Sendung Loriots 70. Geburtstag zu sehen.
Eine gedruckte Textfassung des Sketches erschien erstmals 1981 im Sammelband Loriots Dramatische Werke, in dem sie dem Kapitel Wirtschaft, Technik und Verkehr zugeordnet ist. Darin ist der Erklärungsversuch der Politesse am Ende des Sketches deutlich umfangreicher als in der ausgestrahlten Version. Der Text erschien seitdem in einigen weiteren Sammelbänden von Loriot.

## Analyse und Einordnung
Der Sketch weist Ähnlichkeiten mit dem Sketch Englische Ansage auf. In beiden Sketchen scheitern die von Evelyn Hamann dargestellten Protagonistinnen an ihrer sprachlichen Unflexibilität und der Sprache, die ihnen durch ihren Beruf vorgegeben wird. Während die Fernsehansagerin aus der Englischen Ansage an der Aussprache von komplizierten englischen Namen verzweifelt, gelingt es der Politesse in Parkgebühren mit ihrem Amtsdeutsch nicht, sich verständlich auszudrücken. Die schauspielerische Leistung Hamanns in beiden Sketchen wurde dabei mehrfach als „brillant“ hervorgehoben.
Umständliche Ausdrucksweisen, wie sie die Politesse zeigt, gehören zum Standardrepertoire Loriots. So ist die Sprache der Bildlegenden seiner Zeichnungen oft vom Nominalstil geprägt, der auch typisch für das Beamtendeutsch ist. Dieser Stil ist durch Substantivierungen und längere Nominalketten gekennzeichnet, als Verben tauchen oft nur „Streckverben“ wie „erfolgen“ auf. Ein Beispiel für diesen Stil der Politesse ist die Aussage, „daß der Einwurf der Münze in den für den Münzeinwurf bestimmten Münzeinwurf […] der Münzparkautomatik im Sinne des § 13, Absatz 1 der Straßenverkehrsordnung nicht erfolgt war“. In diesem Beispiel zeigt sich auch, dass die Fachsprache der Politesse nur scheinbar klar und genau ist. So wird das Wort „Münzeinwurf“ hier in kurzer Abfolge in zwei verschiedenen Bedeutungen verwendet, einmal im Sinne von „eine Münze einwerfen“, das andere mal für den Schlitz, in den die Münze eingeworfen werden soll. Wie der Germanist Felix Christian Reuter feststellt, der zu Loriots Fernsehsketchen promovierte, bleibt Loriot bei seiner Parodie nah an der realen Verwaltungssprache. Während er bei der Länge von Komposita die Empfehlungen in der Fachliteratur zum Thema einhalte, nutze er an anderer Stelle besonders die sprachlichen Konstrukte, vor deren übermäßigem Einsatz in der Fachliteratur gewarnt werde. Auch der im Sketch genannte Paragraph der StVO ist korrekt.
Das Beamtendeutsch diene häufig als Machtmittel gegen die Bürger. Dass dies hier nun vollkommen scheitert, die Bürger am Ende unbehelligt bleiben und stattdessen die Politesse abgeführt wird, sei ein weiterer Aspekt, der die Komik des Sketches ausmache. Laut Reuter kann der Sketch damit auch als Spiegelbild eines gesellschaftlichen Wandels in Deutschland interpretiert werden: vom kaiserlichen Preußen, mit dem die starre Verwaltungssprache oft in Verbindung gebracht werde, hin zur Demokratie.

## Bildtonträger
- Loriots Vibliothek. Band 6: Die Nudel oder die Frau als solche. Warner Home Video, Hamburg 1984, VHS Nr. 6.
- Loriot – Sein großes Sketch-Archiv. Warner Home Video, Hamburg 2001, DVD Nr. 3 (als Teil von Loriot 11).
- Loriot – Die vollständige Fernseh-Edition. Warner Home Video, Hamburg 2007, DVD Nr. 4 (als Teil von Loriot V).

## Textveröffentlichungen (Auswahl)
- Loriots dramatische Werke. Diogenes, Zürich 1981, ISBN 3-257-01004-4, S. 224–229.
- Menschen, Tiere, Katastrophen. Reclam, Stuttgart 1992, ISBN 3-15-008820-8, S. 127–131.
- Das Frühstücksei. Diogenes, Zürich 2003, ISBN 3-257-02081-3, S. 203–207.
- Gesammelte Prosa. Diogenes, Zürich 2006, ISBN 3-257-06481-0, S. 299–305.